# Corriol de Magallanes
El corriol de Magallanes (Pluvianellus socialis) és una espècie d'ocell de l'extrem sud d'Amèrica del Sud. Única espècie de la família dels pluvianèl·lids (Pluvianellidae), que pertany a l'ordre dels caradriformes (Charadriiformes).

## Morfologia
- Fa 18 – 20 cm de llarg.[1]
- Parts superiors, cap i pit gris. Parts inferiors, gola i galtes blanques. Primàries i rectrius negroses.
- Bec fi i negre. Potes i iris rosa.

## Hàbitat i distribució
Viu a la vora de llacunes i llacs salobres, visitant en hivern les zones costaneres.
La distribució és molt restringida, habitant l'extrem sud del Continent americà, fins a la Terra del Foc. També a les Malvines. Fa alguns moviments cap al Nord en hivern.

## Reproducció
Ponen habitualment dos ous de color gris amb fines taques fosques, en una depressió sobre pis de sorra. Els dos pares coven els ous i curen de les cries.

## Alimentació
S'alimenten de minúsculs crustacis de les llacunes, que troben voltejant pedres i algues, a la manera dels remena-rocs.

## Taxonomia
Se l'ha classificat com una subfamília dels quiònids (Chionidae) o com una família independent.